# 潘塔雷奥·斯皮诺拉宫
44°24′39.24″N 8°56′05.05″E / 44.4109000°N 8.9347361°E

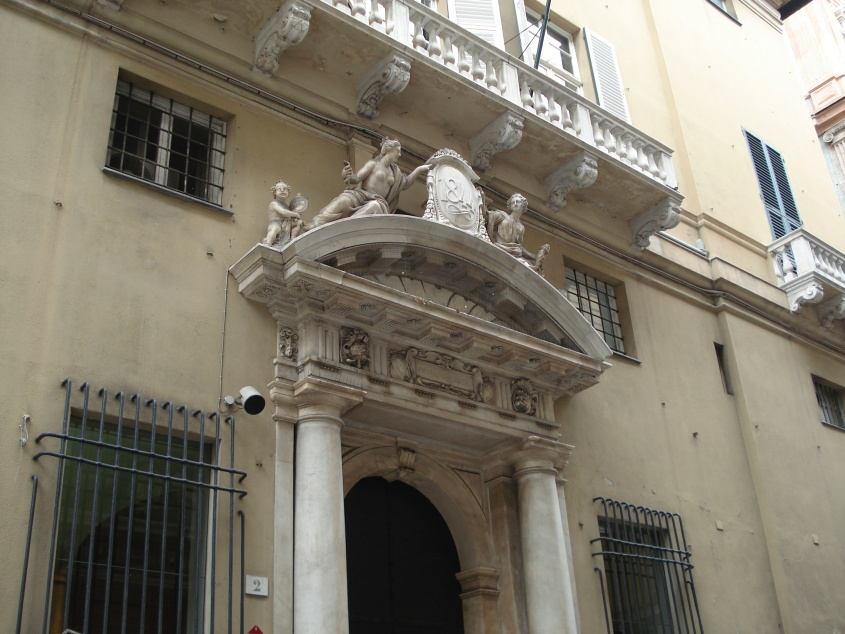

潘塔雷奥·斯皮诺拉宫（Palazzo Pantaleo Spinola）是一座历史建筑，位于意大利热那亚加里波第街2号，2006年 作为罗利宫殿体系的42座宫殿之一被列为世界文化遗产。
该建筑建于1558年。建筑师Bernardo Spazio，业主潘塔雷奥·斯皮诺拉。现在是一座银行。